# Alexander Ziegler (Schriftsteller, 1822)

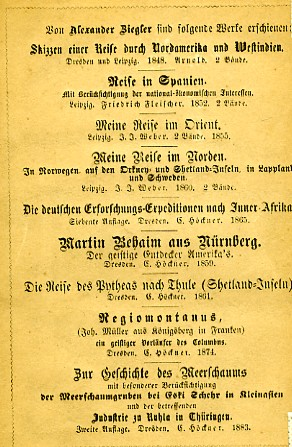
Auswahl von Werken Alexander Zieglers

Alexander Ziegler (* 20. Januar 1822 in Ruhla; † 8. April 1887 in Wiesbaden) war ein deutscher Reiseschriftsteller, Weltreisender, Rennsteigwanderer, Ökonom und Hofrat.

## Leben
Alexander Ziegler wurde als Sohn eines Unternehmers in Ruhla geboren. Nachdem er sein Abitur in Eisenach erworben hatte, studierte Ziegler in Jena, allerdings ohne das Studium abzuschließen. Während dieser Zeit eignete er sich Sprachkenntnisse in Englisch, Französisch und Spanisch an.
Als Sohn wohlhabender Eltern begann Ziegler früh zu reisen. Seine erste Reise nach Übersee unternahm er 1846, wobei er New York City, Boston und Nordamerika besichtigte. Weitere Reisen gingen unter anderem nach Spanien, Konstantinopel, Madeira, Anatolien, Jordanien und Lesbos, sowie in den Norden zu den Orkney- und Shetland-Inseln oder Lappland. Im Anschluss an seine Reisen veröffentlichte Ziegler fundierte Reiseberichte in mehreren Bänden, mit kulturellen, ökonomischen, historischen und geografischen Fakten.
Während eines Kuraufenthalts in Wiesbaden verstarb Ziegler 1887.

## Wirken
In seiner Heimatstadt Ruhla förderte Ziegler andere Persönlichkeiten, besonders den Dichter Ludwig Storch.
Ziegler unterstützte öffentliche Bibliotheken und nahm Einfluss auf das geistige Klima und Niveau seiner Heimat. Zudem hatte er eine Affinität zum Turnen, im Jahre 1848 war er Mitbegründer des Ruhlaer Turnvereins und ließ auf eigene Kosten einen Turnplatz für den Verein bauen. Weiterhin war Alexander Ziegler Initiator des Baus des Carl-Alexander-Turms in Ruhla.
Die Werke Zieglers nutzte Karl May während seiner Inhaftierung als Informationsquelle für seine Romane.

## Veröffentlichungen (Auswahl)
- Skizzen einer Reise durch Nordamerika und Westindien mit besonderer Berücksichtigung des deutschen Elements, der Auswanderung und der landwirthschaftlichen Verhältnisse in dem neuen Staate Wisconsin mit besonderer Berücksichtigung des Staates Wisconsin. (zwei Bände, 1848)
- Republikanische Licht- und Schattenseiten, oder die Republik in Deutschland und in den vereinigten Staaten von Nordamerika. (Arnold, Dresden/Leipzig 1848)
- Der deutsche Auswanderer nach den Vereinigten Staaten von Nordamerika. Ein Lehrbuch auf seinen Weg, nach eigener Anschauung u. nach den neuesten Quellen zsgest. (Fleischer, Leipzig 1849)
- Reise in Spanien, mit Berücksichtigung der national-ökonomischen Interessen. (Fleischer, Leipzig 1852)
- Meine Reise im Orient. (zwei Bände, 1855)
- Der Geleitsmann. Katechismus für Auswanderer nach den Vereinigten Staaten von Nord-Amerika, nach Mittel- und Süd-Amereika und Australien, mit besonderer Rücksicht auf die Ansiedlungen in Ungarn, der unteren Donaufürstenthümern, Algerien und dem Cap der guten Hoffnung. (Weber, Leipzig 1856)
- Martin Behaim aus Nürnberg, der geistige Entdecker Amerika's. (Heinrich, Dresden 1859)
- Meine Reisen im Norden in Norwegen, auf den Orkney- und Shetland-Inseln, in Lappland und Schweden. (1860) Digitalisat
- Die Reise des Pytheas nach Thule (Shetland-Inseln). (1861)
- Die erste deutsche Expedition nach Inner-Afrika. Ein National-Unternehmen. (Ernst, Dresden 1861)
- Der Rennsteig des Thüringerwaldes. Eine Bergwanderung mit einer historisch-topographischen Abhandlung über das Alter und die Bestimmung dieses Weges.(Höckner, Dresden 1862) Digitalisat
- Die Auswanderung der Thüringer Messerschmiede nach Preußen. (1865)
- Das Thüringerwalddorf Ruhla und seine Umgebung. Eine culturgeschichtliche Ortskunde und ein treuer Geleitsmann für Badegäste, Touristen und Einheimische. (Höckner, Dresden 1867)
- Regiomontanus, Joh. Müller aus Königsberg in Franken, ein geistiger Vorläufer des Columbus. (1874)
- Zur Geschichte des Meerschaums mit besonderer Berücksichtigung der Meerschaumgruben bei Eski Schehr in Kleinasien und der betreffenden Industrie zu Ruhla in Thüringen. (Höckner, Dresden 1878)